# Verkehrshaus der Schweiz
Das Verkehrshaus der Schweiz, auch bekannt als Verkehrshaus Luzern, in Luzern ist ein vielseitiges Verkehrs- und Kommunikationsmuseum und das meistbesuchte Museum der Schweiz. Es zeigt eine grosse Sammlung von Lokomotiven, Autos, Schiffen und Flugzeugen sowie Exponate aus dem Bereich Kommunikation. Neben dem Museum beherbergt das Verkehrshaus auch ein Planetarium, das «Filmtheater» und das «Swiss Chocolate Adventure». Betreiber des Verkehrshauses ist der Verein Verkehrshaus der Schweiz. Die Besucherzahl des Museums lag 2019 bei 562'605, die weiteren Angebote Filmtheater, Swiss Chocolate Adventure und Planetarium verzeichneten zusammen 318'509 Besucher. Es hat einen eigenen Bahnhof namens Luzern Verkehrshaus.

## Geschichte

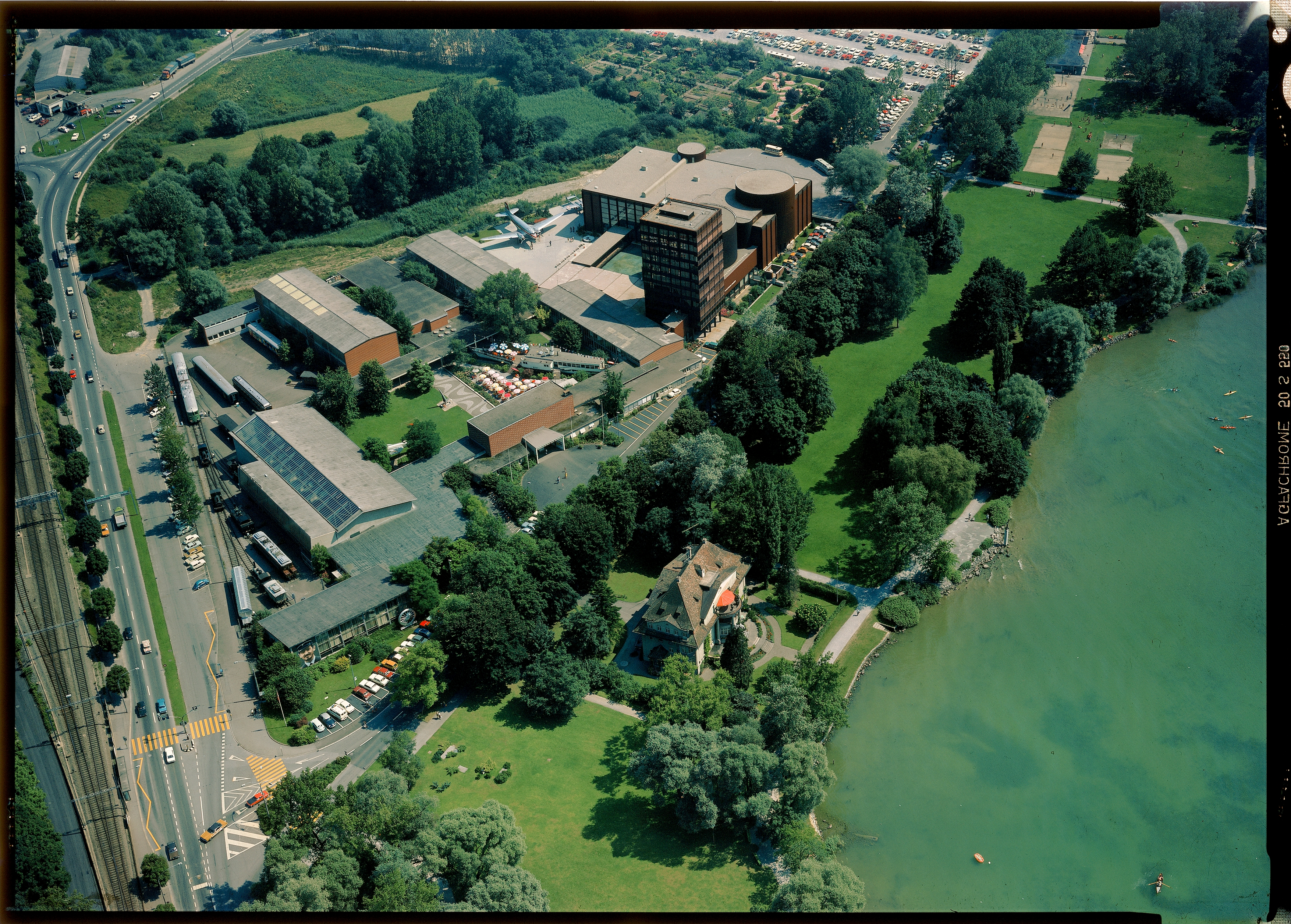
Luftbild des Verkehrshauses (1972)

Die Gründung des Verkehrshauses ging auf den Wunsch zurück, ein Eisenbahnmuseum in der Schweiz zu schaffen. Im Jahr 1942 wurde der Verein Verkehrshaus der Schweiz mit Sitz in Zürich gegründet, dem neben SBB und PTT, Privatbahnen und Verkehrsorganisationen auch grosse Unternehmen aus Handel, Industrie und Tourismus angehörten. Da aber in Zürich kein geeignetes Gelände für das geplante Museum gefunden werden konnte, bot die Stadt Luzern dem Verein ein 22'500 m² grosses Gelände beim Lido an, unmittelbar am Vierwaldstättersee.
Im Jahr 1957 begannen die Bauarbeiten. Der Bau wurde finanziell durch den Bund sowie die Stadt und den Kanton Luzern unterstützt. Am 1. Juli 1959 wurde das Verkehrshaus der Schweiz eröffnet; es wurde schnell zum populärsten Museum der Schweiz. Mitbegründer und Gründungsdirektor war Alfred Waldis. «Egal, wie viele Direktoren noch kommen, Alfred Waldis wird immer Mister Verkehrshaus bleiben», schrieb die Neue Luzerner Zeitung zu dessen Tod.
Einem grösseren Publikum in Deutschland ist das Verkehrshaus durch den Sketch Im Verkehrshaus (1976) des Luzerner Komikers Emil Steinberger bekannt geworden.
Bei dem Unwetter im Sommer 2005 kam es in der Nacht vom 21. auf den 22. August zu einer Überschwemmung im Museum, die Teile der Ausstellungen überflutete. Die Kellerräume der Abteilungen Schifffahrt und Luftfahrt wurden dabei beschädigt.

## Ausstellungen
Das Museum, in dem man viele Gegenstände auch berühren und sich interaktiv beschäftigen kann, gliedert sich in verschiedene Bereiche:

### Schienenverkehr
Das Verkehrshaus der Schweiz verfügt über eine umfangreiche Sammlung zum Schienenverkehr. Sie reicht von Dampflokomotiven wie die C 5/6 Nr. 2965 "Elefant" der SBB über das Tram Vevey-Montreux-Chillon von 1888 der ersten elektrifizierten Bahnlinie der Schweiz, Zahnradbahnen wie der Dampftriebwagen Bhm 1/2 Nr. 9 von 1889 und der elektrische Triebwagen Bhe 1/2 Nr. 21 von 1937 der Pilatusbahn, die Elektrolok Ge 6/6 Nr. 402 "Krokodil" der Rhätischen Bahn von 1921 und zahlreiche weitere bedeutende Schienenfahrzeuge.
In der Schienenhalle ist seit Herbst 2024 das Gotthardbahnmodell zurück. Es wurde seit 2020 in einer mehrjährigen Freiwilligenarbeit durch die Modellbaugruppe Gotthard in über 20'000 Stunden weiterentwickelt und auf 32 m verlängert. Bewährtes wurde belassen und Neues wie der Gotthard-Basistunnel, die Luftseilbahn Intschi-Arnisee, die SAC-Leutschachhütte und diverse weitere Details hinzugefügt.
Am 18. Juni 2025 fand die Eröffnung der neuen grossen Ausstellung, das "Bahnerlebnis Schweiz", unter der Projektleitung von Kurator Jean-Luc Rickenbacher statt. 8 interaktive Themeninseln rund um den Schienenverkehr bilden einen roten Faden durch die Schienenhalle. Sie gilt als Meilenstein in der Entwicklung der Bahnausstellung im Verkehrshaus der Schweiz. Höhepunkte sind eine überdimensionierte SBB-Bahnhofsuhr mit einer digitalen Zeitreise, eine digitale Uniformengarderobe, legendäre Schienenfahrzeuge wie die SBB Re 4/4 II 11108 (1967) Swiss Express (Zug) und das fertiggestellte Gotthardbahnmodell.

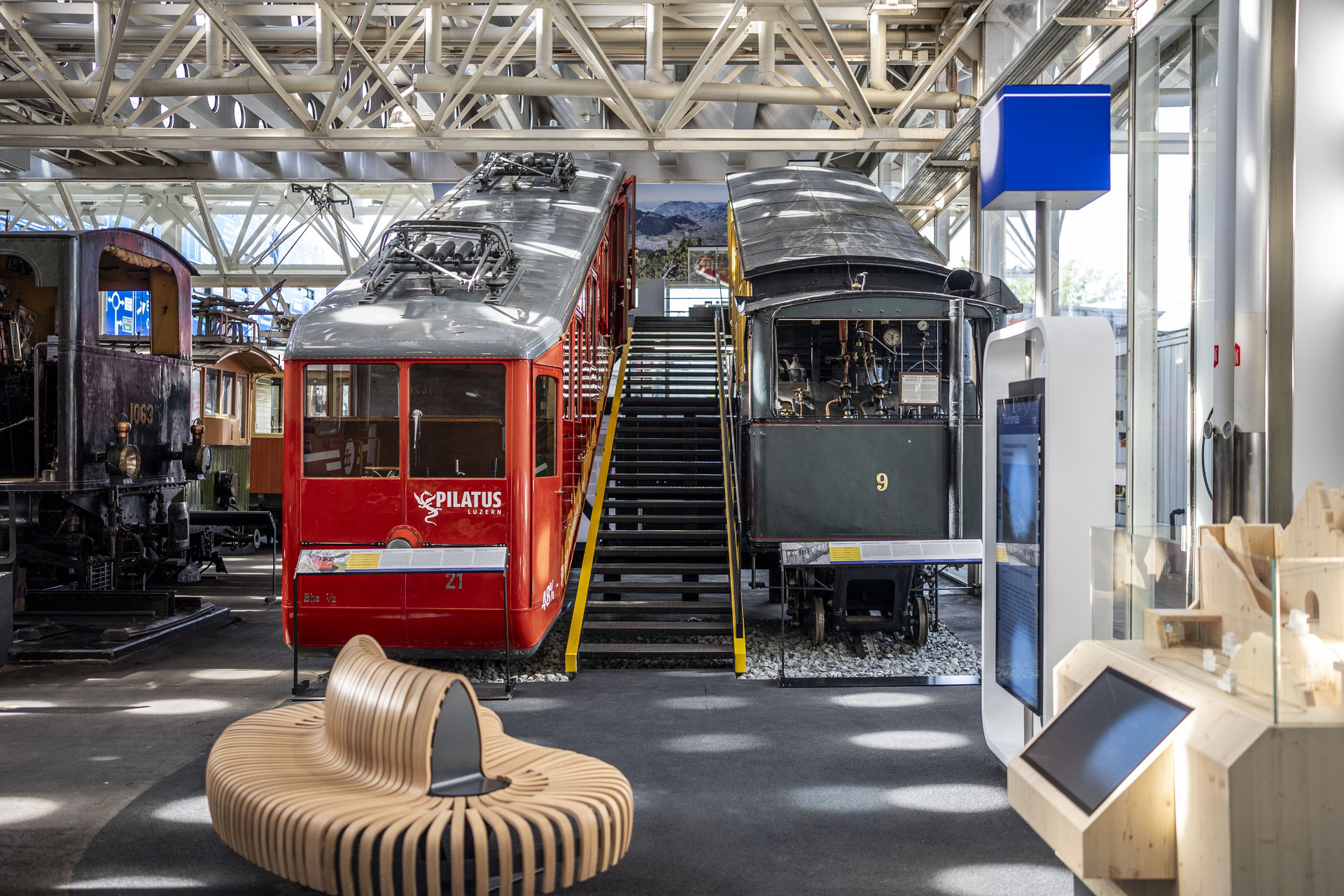
Parallel nebeneinander aufgestellte Triebwagen (1889 und 1937) der Pilatusbahn

#### Liste der Schienenfahrzeuge
|  | Diese Liste ist nicht vollständig. Weitere Nachträge sind willkommen. |

Elektrolokomotiven
- BLS Be 5/7 161 (1913) SLM / MFO / BBC, seit 1959 im Verkehrshaus, bei Ablieferung stärkste Elektrolokomotive der Welt
- RhB Ge 2/4 207 (1913) SLM / BCC, seit 1982 im Verkehrshaus, Déri-Motor
- SBB Ce 6/8 I 14201 (1919) SLM / BCC, Köfferli-Lok auch Schlotterbeck[8], seit 2025 im Verkehrshaus, Prototyp der SBB Ce 6/8 II Krokodil-Lokomotiven
- SBB Re 4/4 II 11108 (1967) SLM / BBC / MFO / SAAS in Swiss Express Farbgebung, seit 2025 im Verkehrshaus, aus der Sammlung SBB Historic

Dampflokomotiven
- EB Ed 3/3 3 Langnau (1881) SLM, von 1980 bis 2016 im Verkehrshaus. Ab 2016 Aussenlager Rain, ab 2025 als Leihgabe vom Eigentümer, dem Verkehrshaus, an die DBB abgegeben.[9][10]

Ehemalige, längere Zeit im Verkehrshaus ausgestellte Schienenfahrzeuge
- SBB Ce 6/8 II 13254 (1920) SLM / MFO, von 1982 bis 2025[11] im Verkehrshaus, Krokodil-Lokomotive, aus der Sammlung SBB Historic

### Strassenverkehr

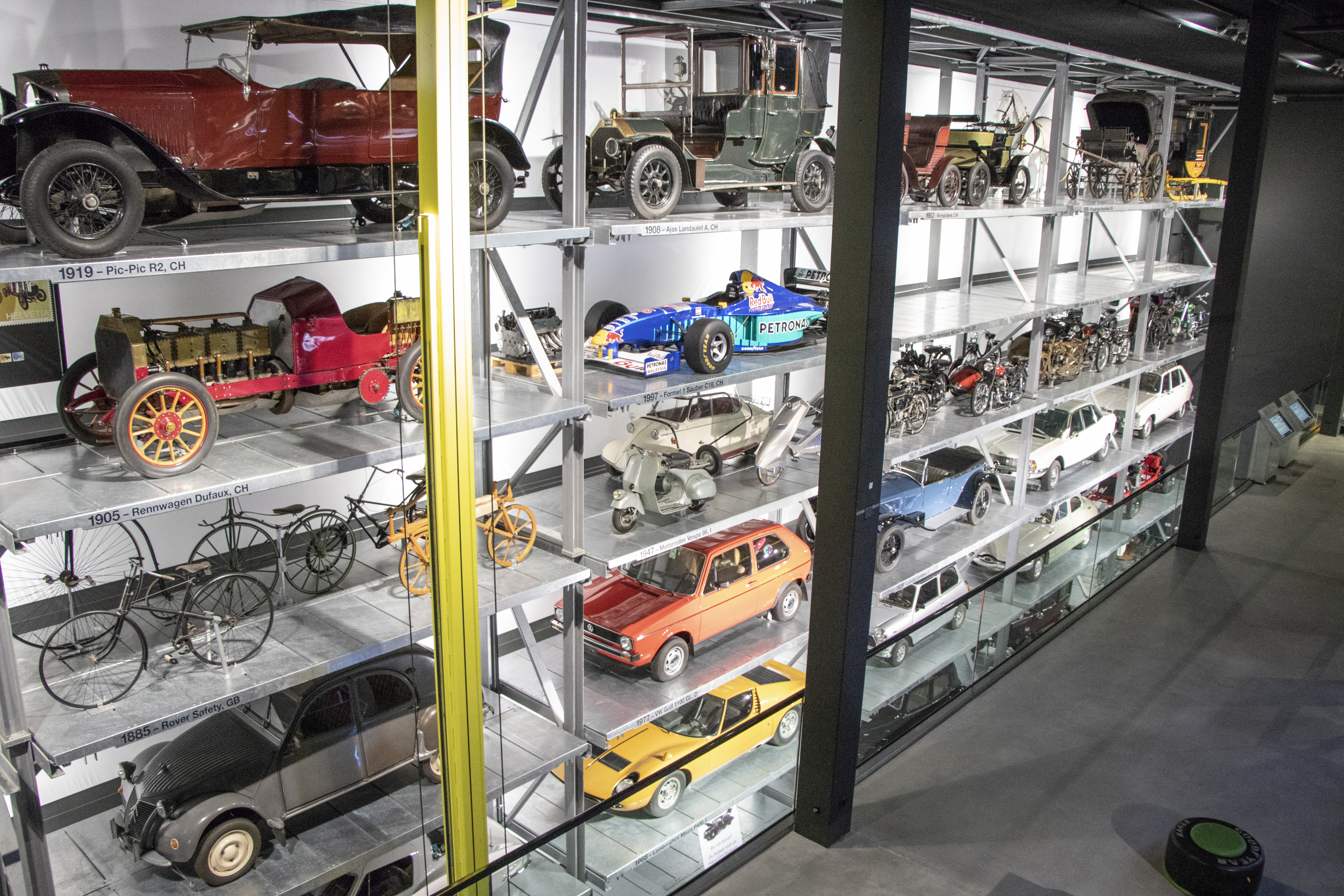
Das Schaulager in der Halle Strassenverkehr (2018)

An der Fassade der Halle Strassenverkehr sind 344 Signaltafeln aus dem Schweizer Strassenverkehr angebracht. Die Sammlung zum Strassenverkehr zeigt Pferdewagen, Fahrräder, Motorräder und Autos sowie eine Ausstellung zum Thema Verkehrssicherheit. Letztere wurde in Zusammenarbeit mit der bfu realisiert.
Eine Attraktion ist das Autotheater seit 2009, in welchem die Zuschauer in einer Art Fernsehshow eine grosse Auswahl an Fahrzeugen aus allen Bereichen der Autogeschichte präsentiert bekommen. Die ausgewählten Automobile werden dabei mit einem Autolift aus einem Hochregallager geholt und vorgestellt.
Seit Frühling 2020 gibt es in der Halle Strassenverkehr eine neue Ausstellungsinsel zum Thema Logistik. Ein automatisches Kleinteilelager AutoStore, eine animierte Miniaturwelt rund um ein Verteilzentrum, ein Reifenroboter, interaktive Kommissionierstationen und eine virtuelle Reise als Ananas machen Logistik zu einem Erlebnis. Das «Supply Game» zeigt auf vier grossen Touchscreens die Lieferkette der Schokolade von Südamerika bis in die Schweiz auf.

### Luft- und Raumfahrt

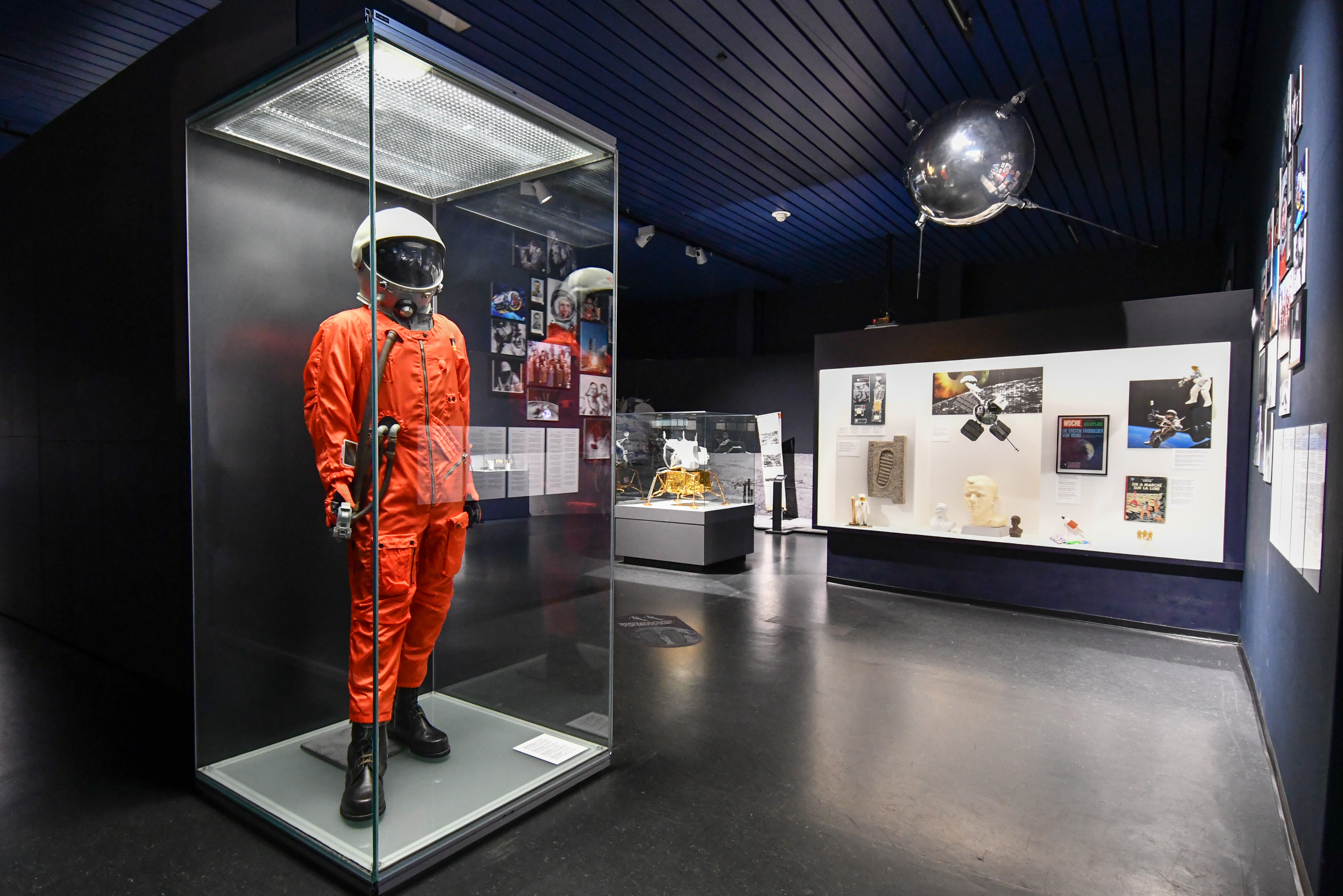
Raumfahrt-Ausstellung im Verkehrshaus (2018)

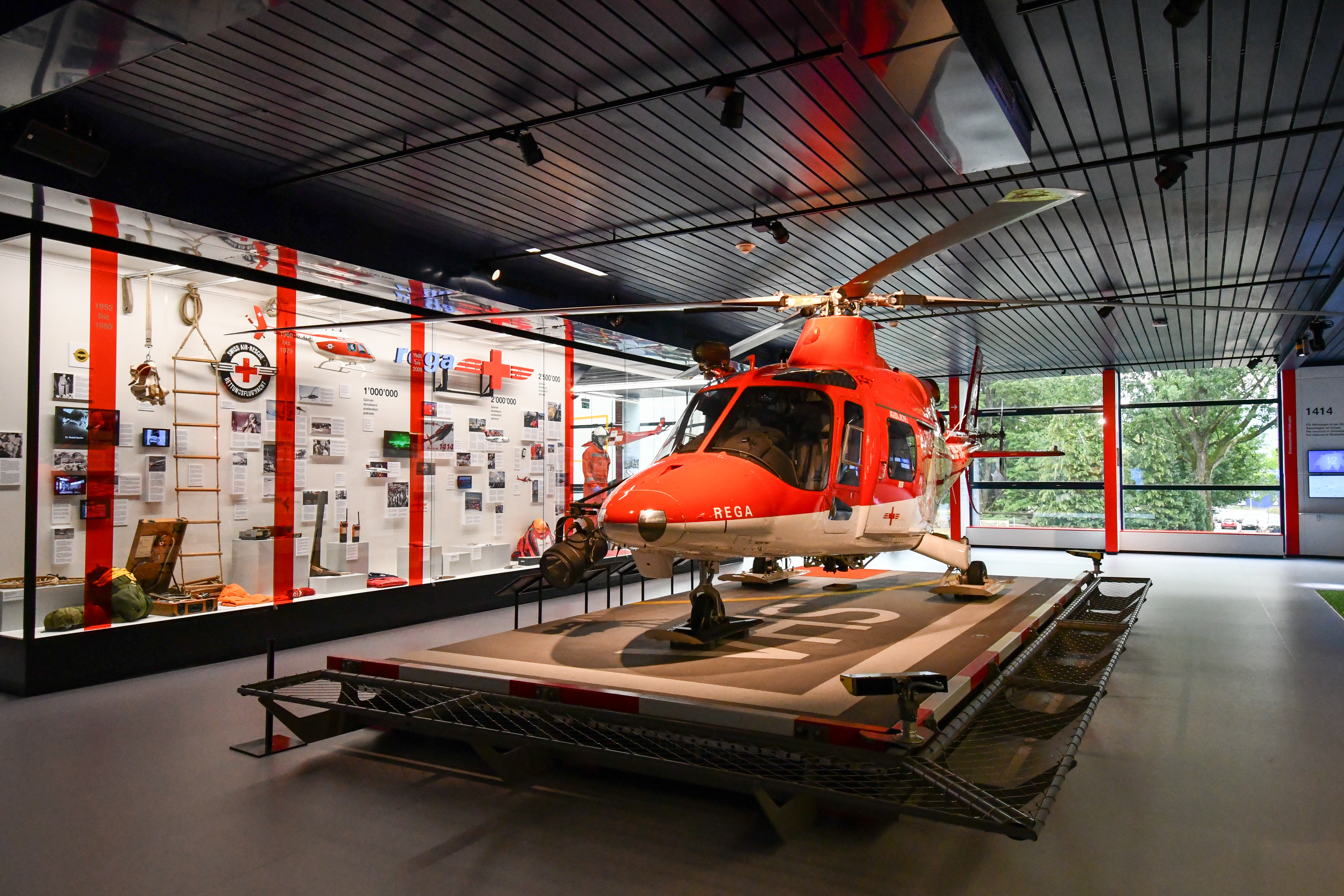
Agusta A109 K2 (HB-XWG) (2018)

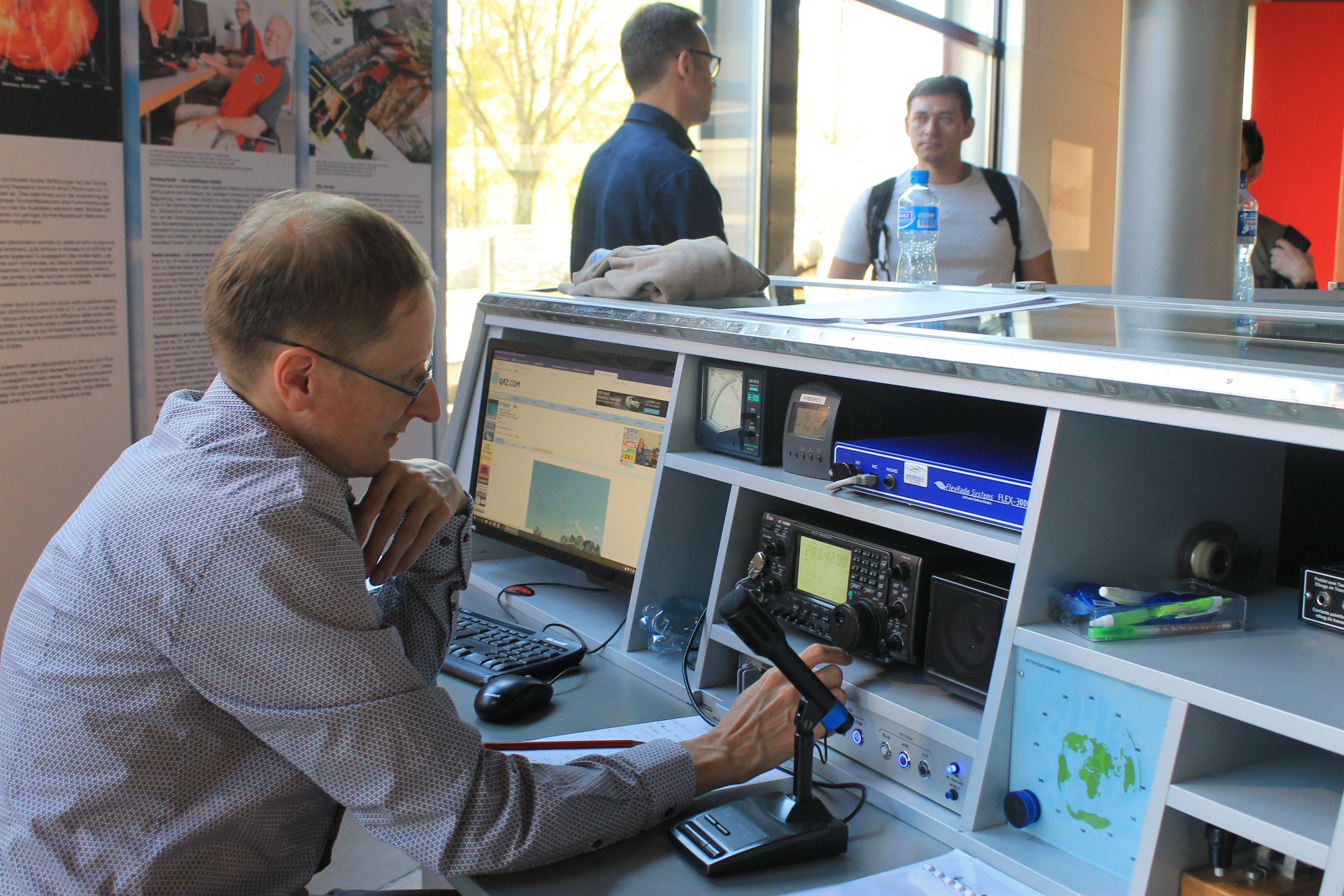
Funkbetrieb an der Amateurfunk-Station HB9O

Die Halle Luft- und Raumfahrt wurde am 1. Juli 1972 im Beisein der Astronauten John Glenn und Neil Armstrong eröffnet und stiess auch in den Vereinigten Staaten auf grosses Interesse: Senator Barry Goldwater bezeichnete die neue Ausstellung im Senat der Vereinigten Staaten als gutes Vorbild für das damals in Planung befindliche Smithsonian National Air and Space Museum in Washington, D.C.

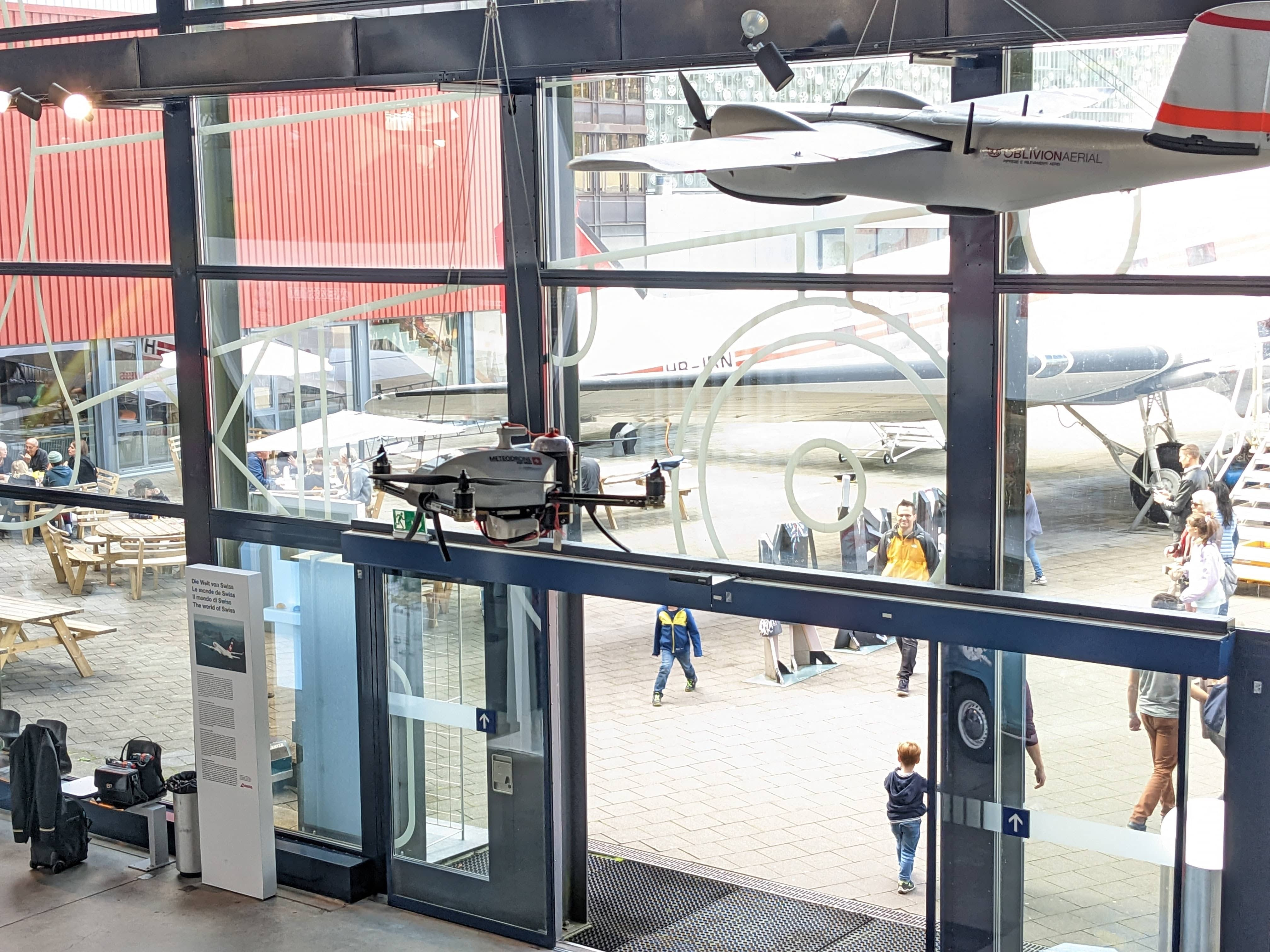
Meteodrone SUI-9999

Schwerpunkte der aktuellen Luftfahrtausstellung sind die Themen Zivile Luftfahrt, Gebirgs- und Rettungsfliegerei, Schweizer Ingenieurleistungen sowie fliegerischer Nachwuchs. Die Bandbreite der knapp 30 ausgestellten Originalflugzeuge reicht vom Doppeldecker Dufaux 4 (dem ältesten erhaltenen Schweizer Flugzeug von 1909) und einer Blériot XI-b von Flugpionier Oskar Bider über vier Swissair-Flugzeuge und ein Kampfflugzeug Northrop F-5E der Schweizer Luftwaffe in den Farben der Patrouille Suisse bis zu einem Ambulanzjet vom Typ Bombardier Challenger 604 der Rega. Quer durch das Erdgeschoss der Halle zieht sich eine über 40 Meter lange Vitrinenreihe, die die Entwicklung der Luftfahrt von den Anfängen bis in die Gegenwart anhand von Flugzeugmodellen im Massstab 1:40 aufzeigt. Neben bemannten Flugzeugen zeigt die Ausstellung auch eine Meteodrone SUI-9999, eine von der Schweizer Firma Meteomatics patentierte Wetterdrohne, die Wetterdaten aus den mittleren und unteren Schichten der Atmosphäre sammelt.
Als sehr seltenes Beispiel eines Satellit, der intakt aus dem Weltall auf die Erde zurückkehrte, ist die europäische Forschungsplattform EURECA das Glanzstück der Raumfahrtausstellung. Weitere Highlights sind ein Stück der Originalfolie des Sonnenwindexperiments, das im Rahmen der ersten Mondlandung von Apollo 11 noch vor der amerikanischen Flagge auf dem Mond aufgestellt wurde, ein echtes Stück Mondgestein, eine Marslandschaft mit Modellen von drei Mars-Rovern in Originalgrösse sowie Duplikate von Messinstrumenten, die im Rahmen der Rosetta-Mission den Kometen Tschurjumow-Gerassimenko erforschten. Den interaktiven Mittelpunkt der Raumfahrtausstellung bildet der «Space Transformer», ein grosser, begehbarer Würfel, der sich um seine diagonale Achse dreht und, indem der Boden plötzlich zur Wand und die Wand zur Decke wird, den Besucherinnen und Besuchern einen Eindruck von der Orientierungslosigkeit in einer Raumstation vermittelt.
Die Union Schweizerischer Kurzwellenamateure USKA betreibt in der Halle Luft- und Raumfahrt eine Kurzwellen- sowie eine VHF/UHF-Funkstation mit dem Rufzeichen HB9O. Regelmässig finden Amateurfunk-Vorführungen statt.

### Schifffahrt
Die Ausstellung in der 1984 eröffneten Halle gibt einen Überblick über die Entwicklung der Schifffahrt in der Schweiz. Dazu gehören Exponate von internationaler Ausstrahlung. Das 1963 von Auguste Piccard entworfene U-Boot Mésoscaphe war an der Expo 64 in Lausanne im Einsatz. In über 28‘000 Arbeitsstunden wurde das U-Boot restauriert und seit 2014 kann es begangen werden. Ein 1:1 Schnittmodell des Salon-Raddampfers Pilatus lässt ins Innere eines Schiffes mit Motoranlage blicken.
Vor der Halle Schifffahrt und Tourismus ist mit dem Dampfschiff Rigi von 1848 der weltweit älteste erhaltene Glattdeck-Seitenraddampfer ausgestellt. Eine Themeninsel um das Steuerhaus des Fährschiffs Meilen von 1979 und die Basler Fähre «Vogel Gryff» bieten einen Einblick in die Auto- und Personenfähren der Schweiz.
Die Multimediashow «Nautirama» lässt seit 1990 die Besucher in die Tourismusregion Zentralschweiz eintauchen. Motoren von Saurer und Escher & Wyss sowie Aussenbordmotoren und Voith-Schneider-Propeller zeigen die Entwicklung der Schiffsantriebe auf. Weitere Exponate zu fliegenden Schiffen, das kleinste Zweimann-Tauchboot, ein Modell der Schiffsschleusen in Birsfelden, Segelschiffe, das Rettungsboot des 1964 gesunkenen Hochseeschiffs MS Carona und die «Dampferparade» mit Modellen der Schweizer Binnenschifffahrt ergänzen die Ausstellungen zum Thema Wasserverkehr.

### Seilbahnen und Tourismus

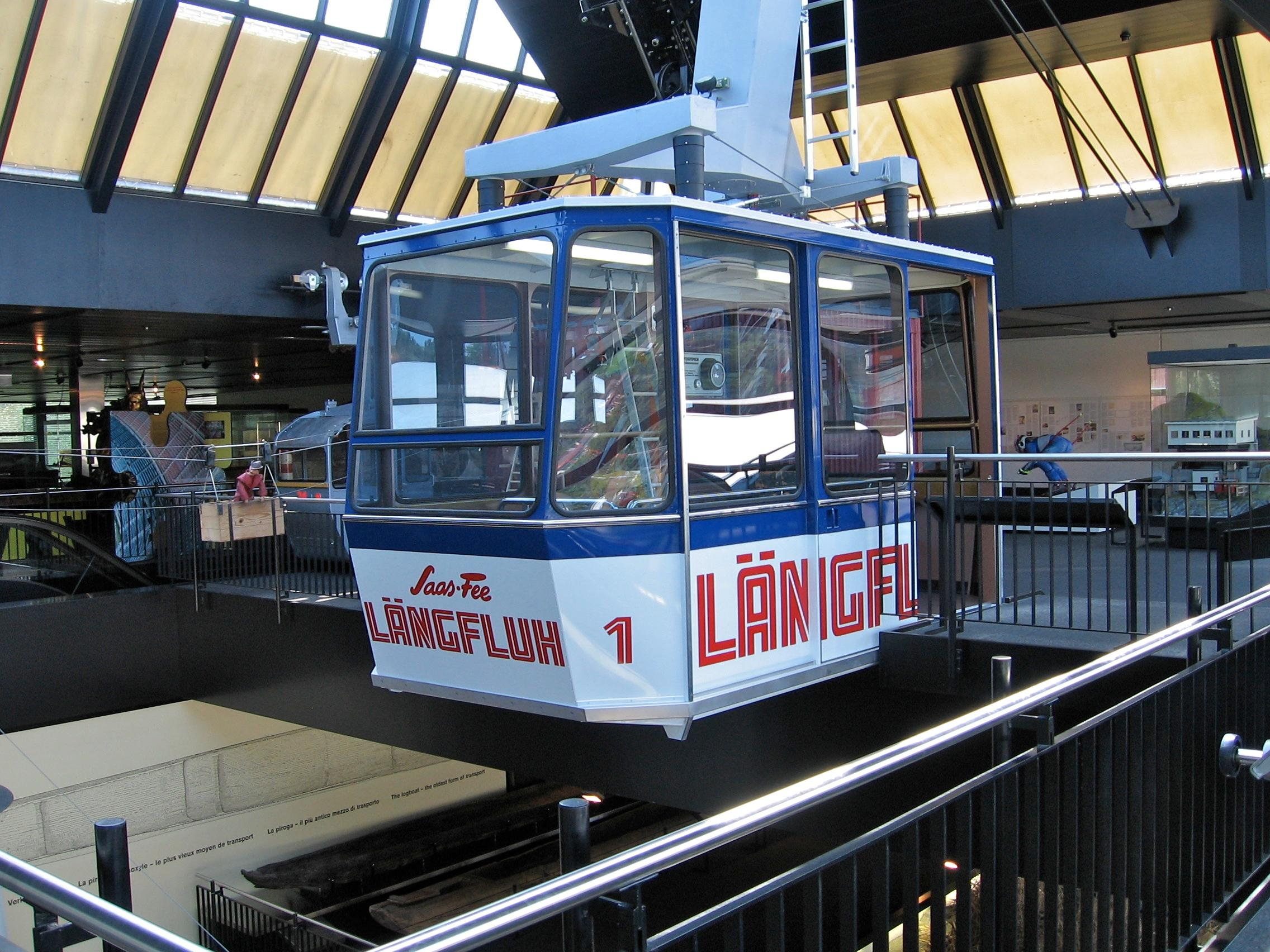
Seilbahnkabine in der Halle Schifffahrt und Tourismus

Die Luftseilbahnausstellung dokumentiert die Pionierrolle der Schweiz in der Erschliessung der Alpenwelt. Von der handbetriebenen Transportbahn, über den ersten Skilift bis zur modernen Grossraumkabine veranschaulicht die einzige permanente Seilbahnausstellung die Entwicklungen im Luftseilbahnbau. Highlights sind sicher das Funktionsmodell der Pendelbahn Engelberg Stand – Kleintitlis oder die Kabine des Wetterhornaufzuges mit originalem Laufwerk. Seit Mai 2020 ist ein Stück des Stationsförderers mit Kabine der alten Gondelbahn Grindelwald-Männlichen in der Ausstellung, anhand dessen die Funktionsweise der kuppelbaren Seilbahnsysteme erklärt wird.
Im Bereich Tourismus ist die Kugelbahn «Tourismus-Flipper» ein Publikumsmagnet. Die Livemap Switzerland (2005 bis 2017: Swissmap) gleich nebenan zeigt eine 200 m² grosse Luftaufnahme der Schweiz im Massstab 1:20'000. Sie kann mit Filzpantoffeln begangen werden. Mit Hilfe von Augmented Reality kann das Luftbild mittels App um Wetterdaten, Flugverkehrs- und Schienenverkehrsdaten oder persönlichen Fotoaufnahmen erweitert werden.

### Energie
Im neuen Mehrzweckgebäude «House of Energy» wurde am 3. April 2023 im Beisein von Bertrand Piccard und Martin Candinas die Ausstellung «Experience Energy!» mit dem Themenschwerpunkt Energie eröffnet. Auch diese Ausstellung bietet verschiedene Attraktionen und Aktivitäten.

### Media World

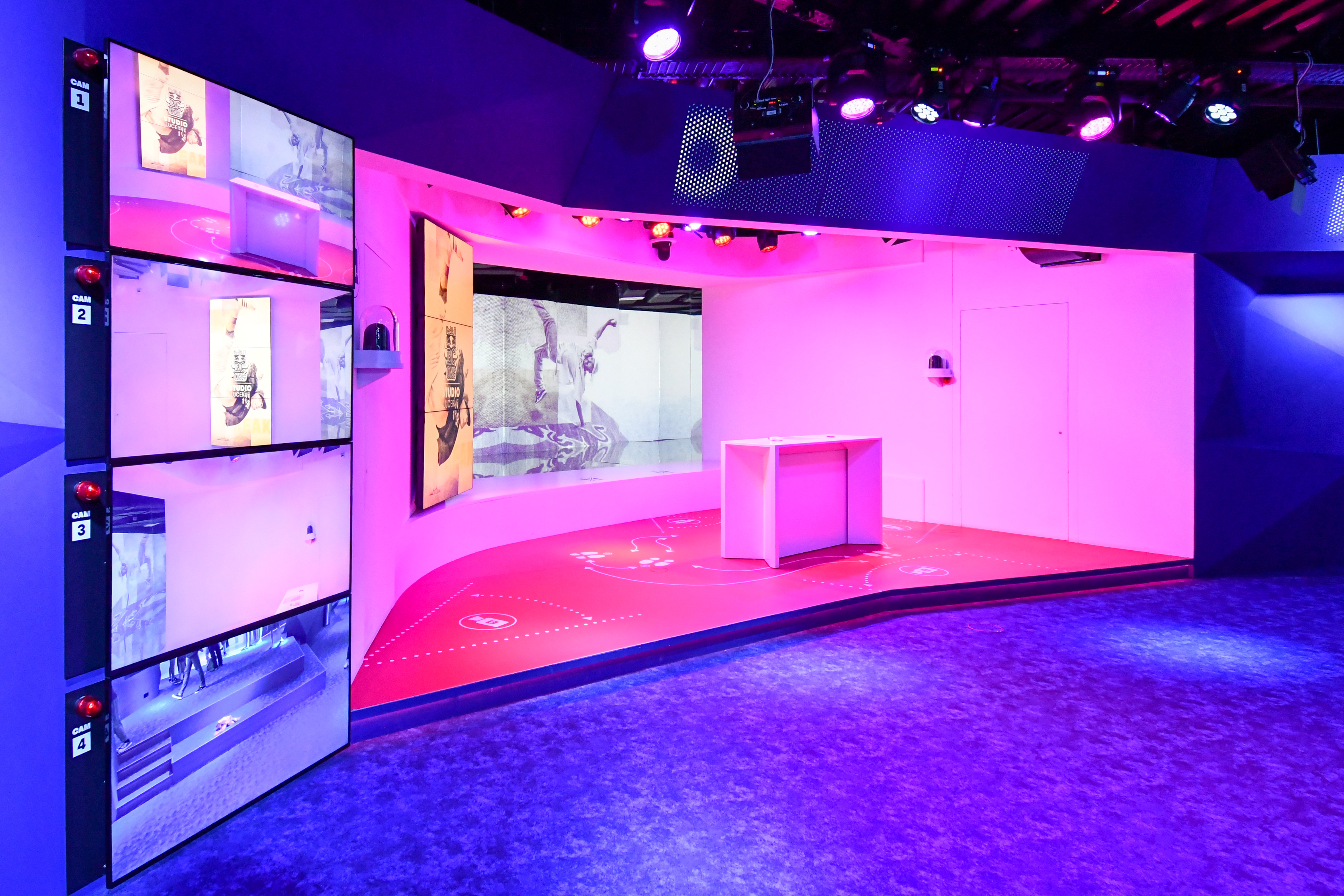
Das TV-Studio in der Media World (2018)

Die Media World zeigt die Entwicklung der Medien und beherbergt unter anderem Virtual-Reality-Brillen, ein Fernsehstudio und eine Greenbox. Realisiert wurde die Ausstellung von Red Bull Media House. Sie ersetzte im Oktober 2016 die vorher bestehende Ausstellung zum Thema Medien.

### Hans Erni Museum
Das 1979 erbaute Hans Erni Museum auf dem Gelände des Verkehrshauses zeigt eine grosse Ausstellung mit Werken des Luzerner Künstlers Hans Erni und stellt mittels Wechselausstellungen, auch mit Werken anderer Künstlerinnen und Künstler, sein Schaffen in den Kontext seiner und unserer Zeit. Im Auditorium im zweiten Stockwerk befindet sich das zweimal 18 Meter lange Wandbild Panta rhei, auf dem Grössen der abendländischen Geistesgeschichte dargestellt sind.

## Attraktionen
Neben dem Museum besitzt das Verkehrshaus noch weitere Attraktionen:

### Planetarium

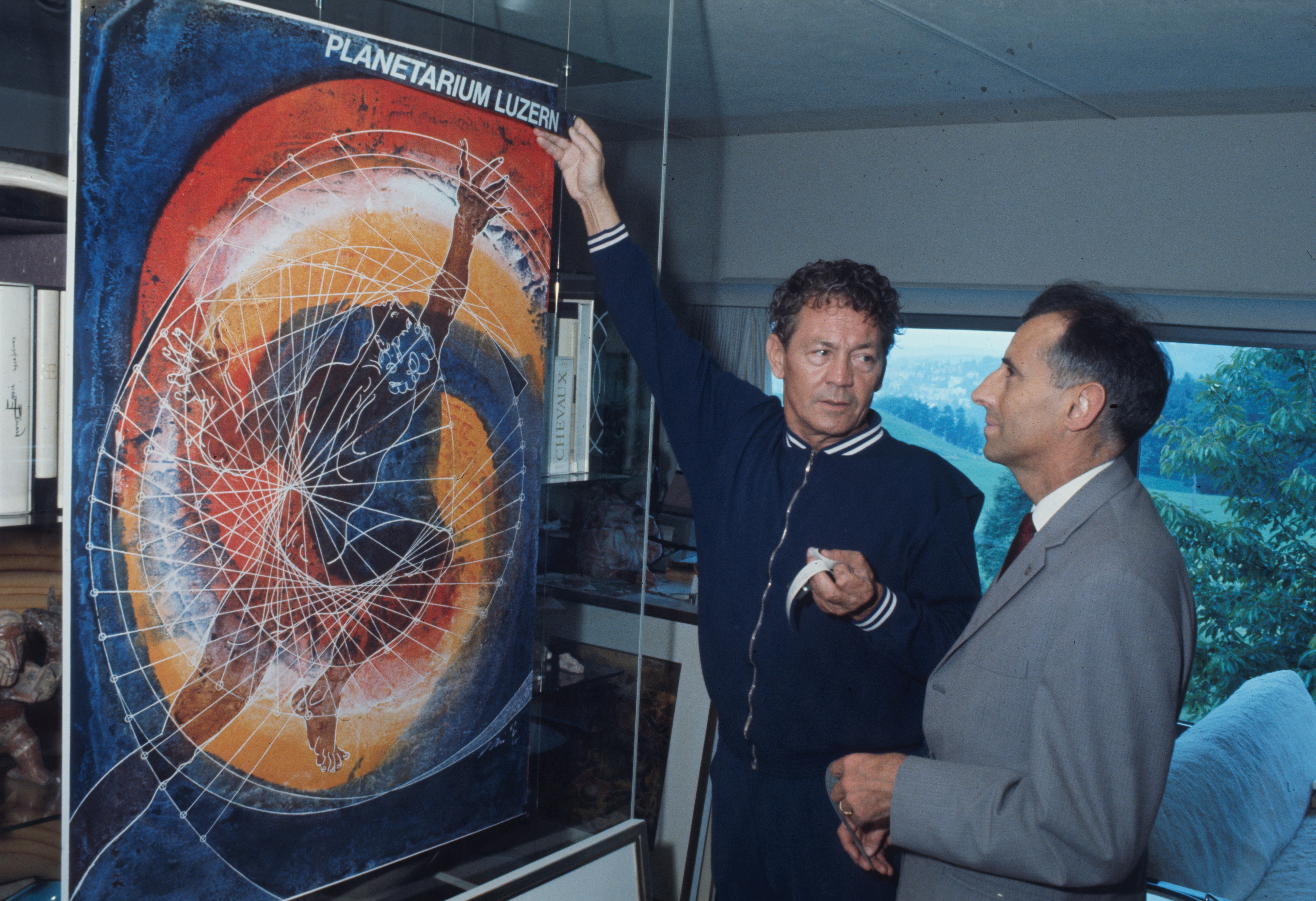
Plakat für das Planetarium von Hans Erni mit Direktor Alfred Waldis, Foto: Hans Gerber, Comet Photo, Bildarchiv ETH-Bibliothek Zürich, 1969

Das Planetarium des Verkehrshauses ist der grösste Himmelssimulator und das einzige Grossplanetarium der Schweiz mit 246 Plätzen. Es wurde am 1. Juli 1969 als zweites Planetarium des Landes von John Glenn mit einer Live-Übertragung über den Satelliten Early Bird aus New York eröffnet. Die Bestuhlung wurde 2001 erneuert – dann wurde auch eines der weltweit ersten Vollkuppel-Videosysteme in Luzern installiert, welches mehrere Dutzend Dia-Projektoren ersetzte. Diese Kuppel hat einen Durchmesser von 18 Metern und weist eine Gesamtfläche von rund 502 m² auf. Verschiedene Programme zeigen mit Projektions- und Audio-Technik den Sternenhimmel und die mit ihm zusammenhängenden Erscheinungen. Nach einem grösseren Umbau (u. a. neue Bestuhlung und eine modulare Bühne) wurde am 6. März 2014 das Planetarium wiedereröffnet. Es verfügt seitdem über ein digitales Projektionssystem von Evans & Sutherland, welches den vorher benutzten, optischen Zeissprojektor ersetzte. Im Frühherbst 2022 wurden das Projektionssystem, Licht- und Tonanlagen vollständig ersetzt. Sechs Hochleistungs-Laserprojektoren der Firma Sony liefern seither ein helles und kontrastreiches Bild mit einer Auflösung von mehr als 37 Mpx. Die immersive Audioanlage erlaubt die Wiedergabe von 3D-Hörspielen wie beispielsweise spezielle Folgen der Die drei ???. Weiter wurde eine Bühnenfläche für z. B. Konzertveranstaltungen, Präsentationen oder Lesungen in der Saalmitte erstellt. Diese ist bespannt mit einem grossformatigen Teppich, welcher den Sternenhimmel am Abend der Eröffnung 1969 zeigt. Im Januar 2023 fanden 10 Konzerte von KUNZ auf der neuen Bühne statt, begleitet von eigens konzipierten Visuals auf der Planetariums-Kuppel. Über die Jahre wurden mehrere weltweit erfolgreiche Fulldome-Filme in Luzern produziert, darunter «LIMIT», «D’Wiehnachtsgschicht», «Stella Nova» und «Mission Erde».
Seit 2014 ist der Astrophysiker Marc Horat Leiter des Planetariums im Verkehrshaus. Die Arbeit des Teams in Luzern wurde 2018 mit dem Jim Hashimoto Award der Digistar Users Group ausgezeichnet.

### Filmtheater
1996 wurde das Filmtheater als erstes IMAX-Kino der Schweiz eröffnet und verfügte damals über 398 Plätze. Die Leinwand hatte eine Abmessung von 25 m × 19 m und war die grösste Leinwand der Schweiz. 2008 wurde das Filmtheater auf den Dolby 3D-Digital-Standard aufgerüstet. 2010 folgte die Umbenennung des «IMAX Filmtheaters» in «Verkehrshaus Filmtheater», da die Filme nicht mehr hauptsächlich im 70-mm-IMAX-Format, sondern in digitaler Form gezeigt wurden.
Im Jahr 2020 wurde das Verkehrshaus Filmtheater komplett renoviert und auf den neusten Stand der Technik gebracht. Neben der Projektionstechnik wurde auch das Soundsystem, das Licht, die Bestuhlung (neu 342 Plätze) und die Leinwand erneuert. Das Filmtheater ist mit einem 4K-Laser-Beamer und einer Leinwand der Grösse 25,5 m × 14 m ausgestattet und führt täglich mehrere Dokumentarfilme vor. Abends werden Spielfilme, Dokumentationen, Übertragungen von Ballett, Opernaufführungen und Klassikkonzerten sowie Reisevorträge gezeigt. Seit der Renovation verfügt das Filmtheater zudem über eine Bühne mit drehbarem Bühnenlift für die Durchführung verschiedener Eventformate.

### Swiss Chocolate Adventure
Das Swiss Chocolate Adventure ist eine multimediale Ausstellung zu Ausgangsprodukten, Geschichte sowie Wertschöpfungs- und Transportkette der Schweizer Schokolade. Die Ausstellung wurde im Juni 2014 eröffnet und umfasst 700 m². Eine Fahrt dauert 25 Minuten. Die Ausstellung wird mittels Audio-Guides auch in Französisch, Italienisch, Englisch, Spanisch, Koreanisch, Mandarin und brasilianischem Portugiesisch angeboten. Am Ende der Fahrt besteht die Möglichkeit, Schokolade zu degustieren.

### The Edge
Am 23. Juni 2021 wurde «Red Bull The Edge» im Verkehrshaus eröffnet. Diese Attraktion ermöglicht, mit VR-Technologie und einer 360°-Filmproduktion die letzten Meter des Matterhorns zu besteigen. Mit Klettergurten und einer VR-Brille muss eine Kletterwand bestiegen werden. Durch Windsimulationen und eine authentische Geräuschkulisse soll eine Verschmelzung der digitalen und der realen Welt erreicht werden.

## Ehemalige Attraktionen

### Cosmorama
Die Cosmorama-Schau wurde 1972 in der neuen Luftfahrthalle mit 36 Diaprojektoren und 2880 Dias auf 18 Projektionsflächen eröffnet.
Alfred Waldis nutzte die Neutralität des Schweizer Standortes, um erstmals die Geschichte der amerikanischen und sowjetischen Raumfahrt der Öffentlichkeit mit Originalmaterial zu präsentieren. Am 7. Oktober 1970 wurde die Apollo-13-Crew und am 3. Juli 1974 der russische Kosmonaut German Titow im Verkehrshaus empfangen.

### Swissorama
Dem Cosmorama folgte 1984 die Multivision «Swissorama» mit dem Circarama-Verfahren von Ernst A. Heiniger. Von 1984 bis 2002 sahen über 1,8 Millionen Zuschauer den Swissorama-Film «Impressionen der Schweiz» in rund 20.000 Aufführungen.

### Gotthard-Tunnelschau
Die Gotthard-Tunnelschau war eine Ausstellung zum Bau des Gotthardtunnels, welche die Besucher mit einer Bahn durchfuhren. Sie war von 1997 bis November 2013 in Betrieb.

### HiFlyer
Von Oktober 2000 bis Juli 2004 war im Verkehrshaus ein HiFlyer-Fesselballon in Betrieb. Nach dem tödlichen Unfall vom 23. Juli 2004 wurde der Betrieb eingestellt.